# CFAP161
CFAP161 (англ. Cilia and flagella associated protein 161) – білок, який кодується однойменним геном, розташованим у людей на 15-й хромосомі. Довжина поліпептидного ланцюга білка становить 301 амінокислот, а молекулярна маса — 34 294.
| 10         |  | 20         |  | 30         |  | 40         |  | 50         |
| ---------- |  | ---------- |  | ---------- |  | ---------- |  | ---------- |
| MAQNVYGPGV |  | RIGNWNEDVY |  | LEEELMKDFL |  | EKRDKGKLLI |  | QRSRRLKQNL |
| LRPMQLSVTE |  | DGYIHYGDKV |  | MLVNPDDPDT |  | EADVFLRGDL |  | SLCMTPDEIQ |
| SHLKDELEVP |  | CGLSAVQAKT |  | PIGRNTFIIL |  | SVHRDATGQV |  | LRYGQDFCLG |
| ITGGFDNKML |  | YLSSDHRTLL |  | KSSKRSWLQE |  | VYLTDEVSHV |  | NCWQAAFPDP |
| QLRLEYEGFP |  | VPANAKILIN |  | HCHTNRGLAA |  | HRHLFLSTYF |  | GKEAEVVAHT |
| YLDSHRVEKP |  | RNHWMLVTGN |  | PRDASSSMLD |  | LPKPPTEDTR |  | AMEQAMGLDT |
| Q          |  |            |  |            |  |            |  |            |

A: Аланін

C: Цистеїн

D: Аспарагінова кислота

E: Глутамінова кислота

F: Фенілаланін

G: Гліцин

H: Гістидин

I: Ізолейцин

K: Лізин

L: Лейцин

M: Метіонін

N: Аспарагін

P: Пролін

Q: Глутамін

R: Аргінін

S: Серин

T: Треонін

V: Валін

W: Триптофан

Задіяний у такому біологічному процесі, як альтернативний сплайсинг. 